# 沈维垣
沈维垣，浙江人，是一名清朝政治人物。
沈维垣曾于1730年接替黄献任娄县知县一职，1734年由王士瑾接任。